# Chrysospalax trevelyani
Chrysospalax trevelyani — дрібний ссавець, що мешкає в Африці. Маючи 23 сантиметри в довжину, це найбільший вид золотого крота. Цей кріт має темне блискуче коричневе хутро.

## Характеристики
Веде підземний спосіб життя. Має великі кігті довжиною приблизно 17 міліметрів і 7 міліметрів ушир в основі, потужні передні кінцівки, відсутність зовнішнього хвоста чи вух, клиноподібну голову, шкіряну подушечку та шкіру, що покриває очі. Його довжина приблизно 208–235 міліметрів, а вага 410–500 грамів. З темно-коричневою шкірою на верхній частині та вицвілою на нижній частині, іноді з темнішою лінією вниз посередині горла. Забарвлення трохи темніше на голові, з двома тьмяно-жовтими плямами на місці очей і жовтою плямою навколо вушних отворів. Шерсть довша, близько 20 міліметрів, і грубіша, ніж у будь-якого іншого виду златокрота: густа, з щільним шерстистим підшерстям.

## Середовище існування
Це підземний дрібний ссавець, який живе в камерах і ходах під дуже специфічним середовищем існування, лісами з м'яким ґрунтом, глибокими шарами листяної підстилки та добре розвиненим підліском. Chrysospalax trevelyani є ендеміком ПАР, переважно в забороненій зоні в Східній Капській провінції.

## Спосіб життя
Щоразу, коли він опиняється в небезпеці, він негайно кидається до своєї нори, щоб забезпечити свою безпеку. Їжа: жужелиці, дрібні ящірки, слимаки та дощові черв'яки. У сезон дощів самка народжує до 2 дитинчат.